# Lofsöngur
Lofsöngur (en español: Himno) es el himno nacional de Islandia. La letra fue escrita por Matthías Jochumsson y la música por Sveinbjörn Sveinbjörnsson. El himno original consiste de tres versos, pero comúnmente solo se canta el primero.

## Letra
| Letra en islandés | Traducción |
| Ó, guð vors lands! Ó, lands vors guð! Vér lofum þitt heilaga, heilaga nafn! Úr sólkerfum himnanna hnýta þér krans þínir herskarar, tímanna safn. Fyrir þér er einn dagur sem þúsund ár, og þúsund ár dagur, ei meir; eitt eilífðar smáblóm með titrandi tár, sem tilbiður guð sinn og deyr. Íslands þúsund ár, Íslands þúsund ár! eitt eilífðar smáblóm með titrandi tár, sem tilbiður guð sinn og deyr. | ¡Oh, Dios de esta tierra! ¡Oh, de esta tierra Señor! ¡Adoramos tu santísimo, santísimo nombre! Todos los soles te imponen una corona tus legiones son las eras del tiempo. Porque para ti un día son mil años, y mil años, solo un día; una flor de eternidad que llora una lágrima, reza a su Dios y muere. ¡Los mil años de Islandia! Una flor de eternidad que llora una lágrima, reza a su Dios y muere. |

## Letra completa en islandés
Ó, guð vors lands! Ó, lands vors guð!
Vér lofum þitt heilaga, heilaga nafn!

Úr sólkerfum himnanna hnýta þér krans

þínir herskarar, tímanna safn.

Fyrir þér er einn dagur sem þúsund ár

og þúsund ár dagur, ei meir:

eitt eilífðar smáblóm með titrandi tár,

sem tilbiður guð sinn og deyr.

Íslands þúsund ár,

Íslands þúsund ár,

eitt eilífðar smáblóm með titrandi tár,

sem tilbiður guð sinn og deyr.
 

Ó, guð, ó, guð! Vér föllum fram

og fórnum þér brennandi, brennandi sál,

guð faðir, vor drottinn frá kyni til kyns,

og vér kvökum vort helgasta mál.

Vér kvökum og þökkum í þúsund ár,

því þú ert vort einasta skjól.

Vér kvökum og þökkum með titrandi tár,

því þú tilbjóst vort forlagahjól.

Íslands þúsund ár

Íslands þúsund ár

voru morgunsins húmköldu, hrynjandi tár,

sem hitna við skínandi sól.

Ó, guð vors lands! Ó, lands vors guð!

Vér lifum sem blaktandi, blaktandi strá.
 
Vér deyjum, ef þú ert ei ljós það og líf,

sem að lyftir oss duftinu frá.

Ó, vert þú hvern morgun vort ljúfasta líf,

vor leiðtogi í daganna þraut

og á kvöldin vor himneska hvíld og vor hlíf

og vor hertogi á þjóðlífsins braut.

Íslands þúsund ár

Íslands þúsund ár

verði gróandi þjóðlíf með þverrandi tár,

sem þroskast á guðsríkis braut.